# Brent Kutzle
Brent Kutzle (ur. 3 sierpnia 1985 w Newport Beach w Kalifornii.) – amerykański muzyk, obecnie basista i wiolonczelista grupy OneRepublic oraz Monarch.
Brent wystąpił w filmie "Oko" z Jessicą Albą – można go zobaczyć w orkiestrze, w pierwszej scenie.

## Kariera

### OneRepublic
Brent jest drugim basistą w zespole OneRepublic, dołączył do niego w 2007 roku. Ponadto Kutzle współtworzył wiele utworów dla zespołu, pisząc teksty i komponując, m.in. "Say (All I Need)", "All Fall Down" i "Won't Stop" z debiutanckiego albumu Dreaming Out Loud, "All the Right Moves", "Everybody Loves Me", "Good Life" czy "All This Time" z drugiego albumu Waking Up, a także "If I Lose Myself", "Feel Again", "What You Wanted", "Au Revoir" czy "Love Runs Out" z albumu Native.